# 修女院长路

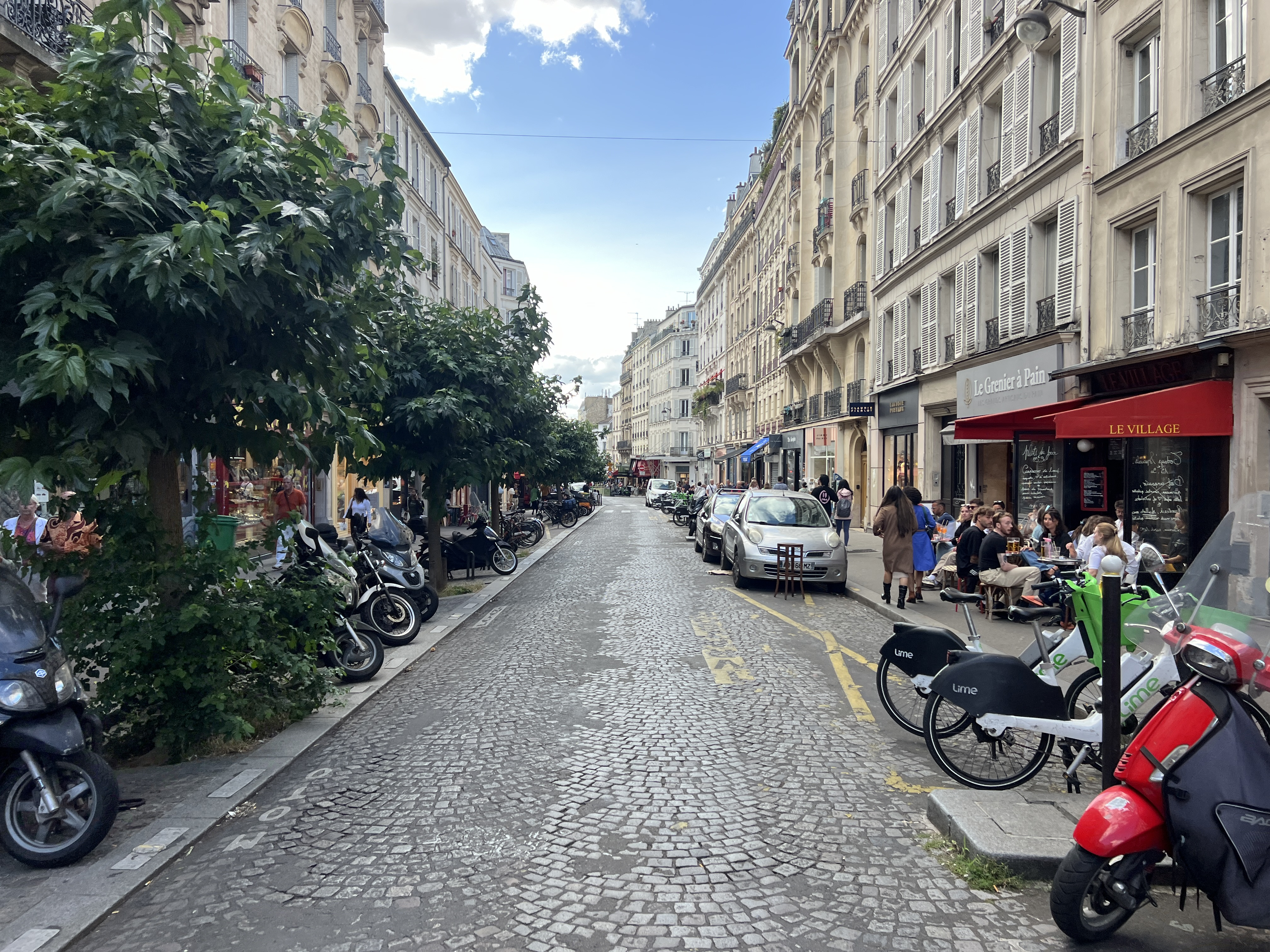
修女院長路（2024年8月）

修女院长路（Rue des Abbesses）是巴黎十八区的一条街道，起于烈士路（rue des Martyrs）89号，止于勒皮克路（rue Lepic）34号，长418米，宽14米。
此街开辟于1672年，以蒙马特修女院的院长命名。
- 31号，修女院长剧院
- 蒙马特圣若望堂

## 圖片集

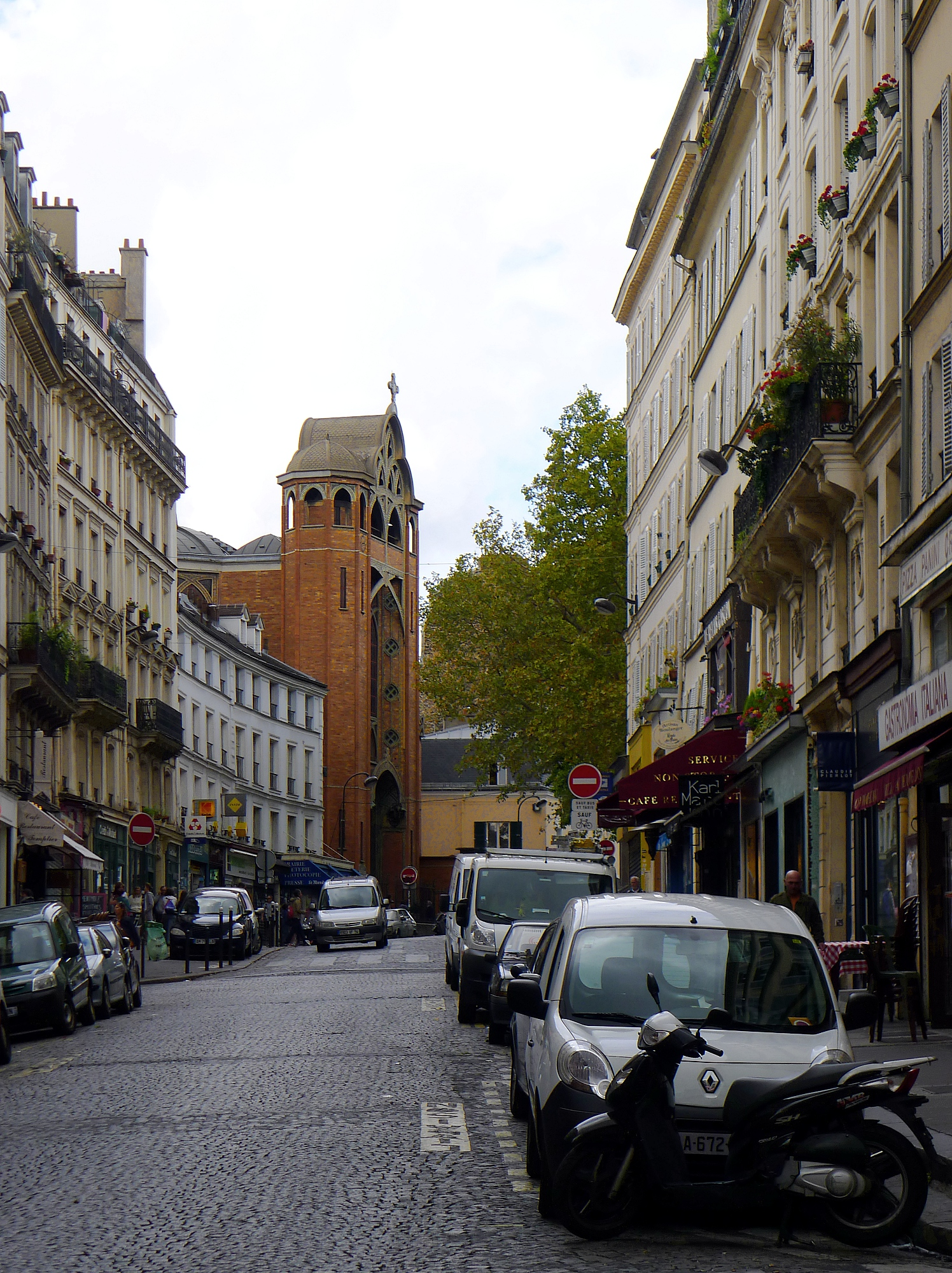
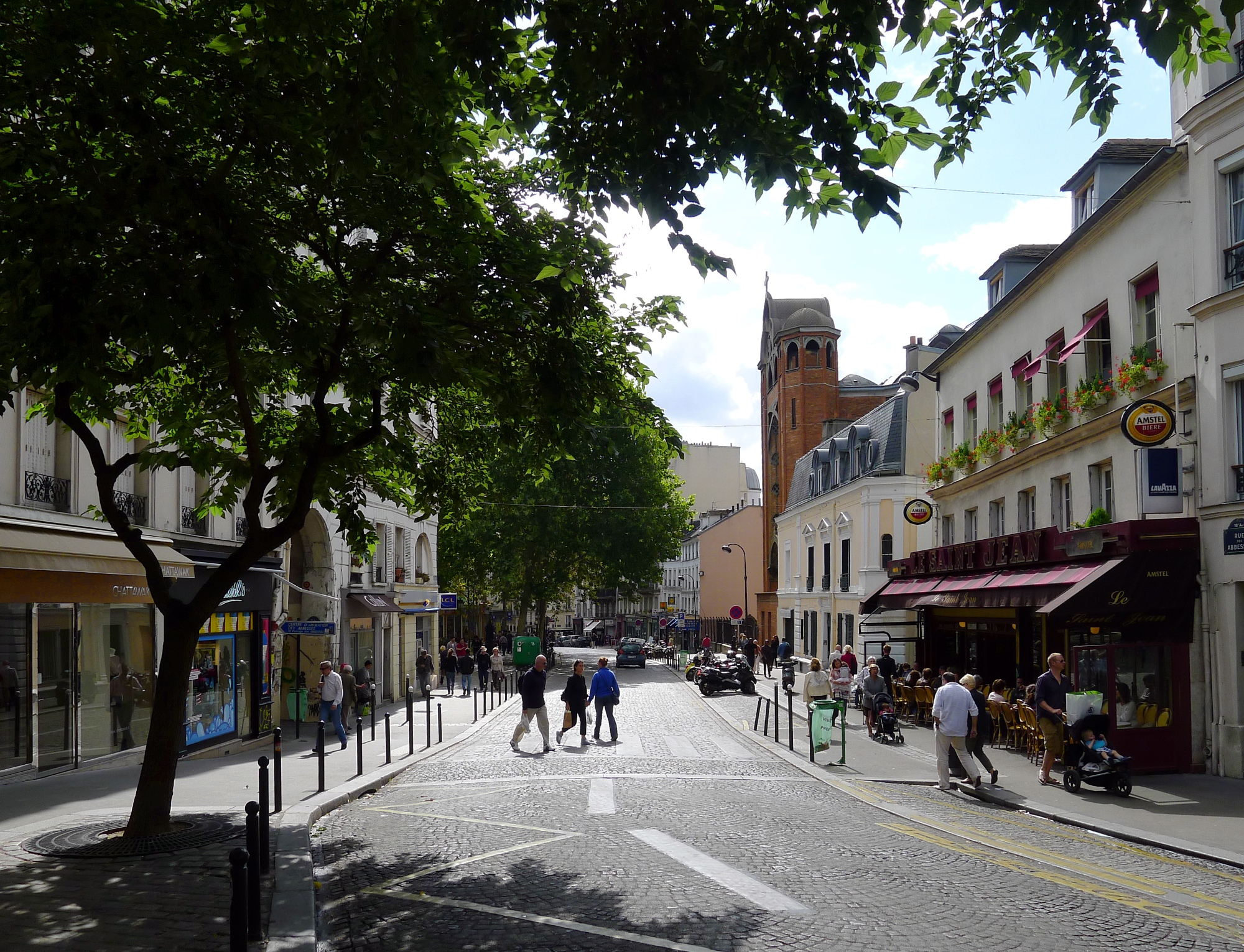
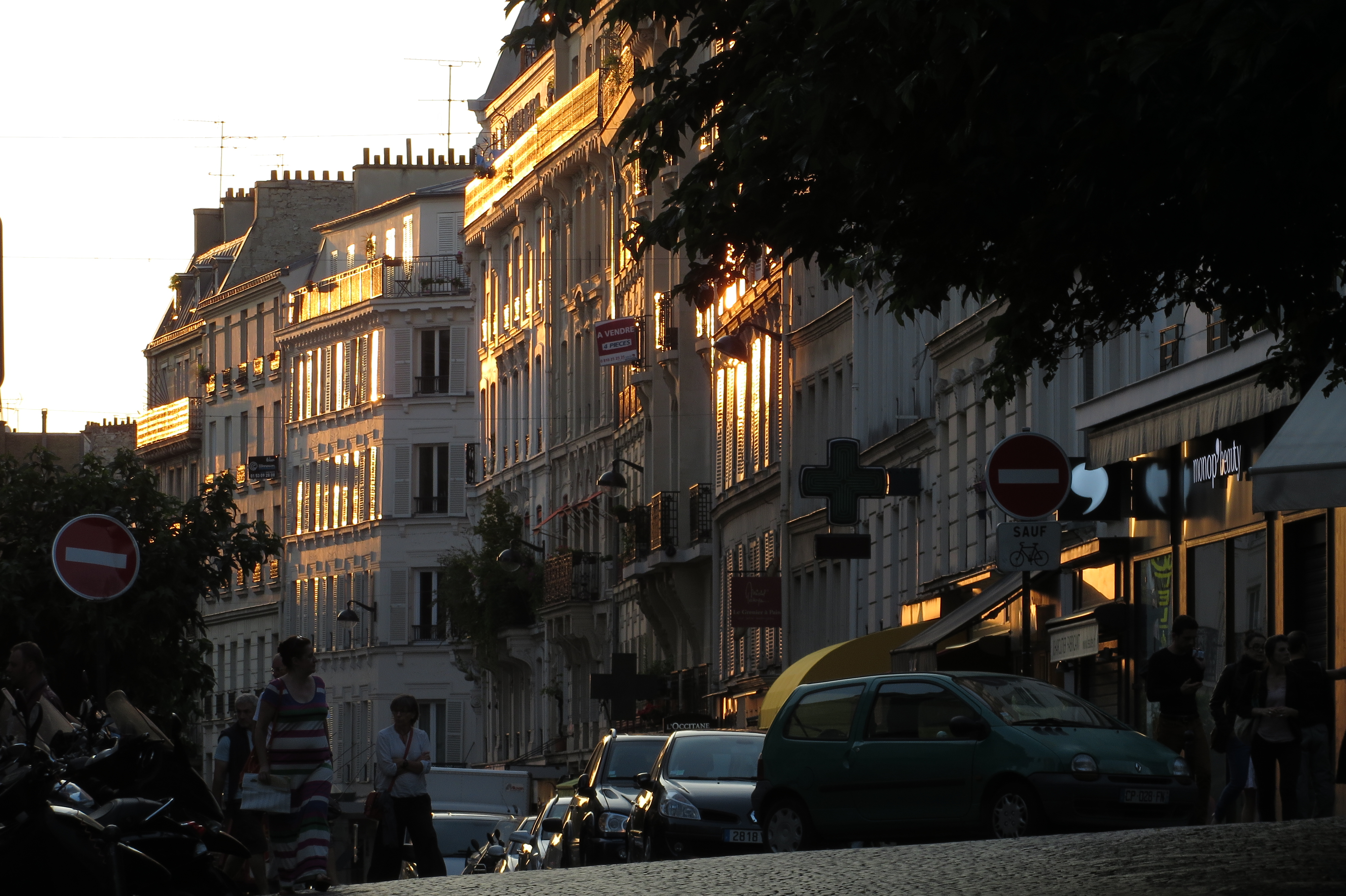